# خدمة استضافة الصور
خدمة استضافة الصور تسمح للمستخدمين رفع الصور لمواقع الإنترنت ثم تحزينها على خوادم موقع الرفع ثم تزويد الرافع بكود يسمح له بمشاركة الصور ويسمح للآخرين بمشاهدتها.

## التكلفة
كثير من مواقع استضافة الصور تقدم خدماتها مجانًا وبعضها لا يتطلب التسجيل حتى حيث تحصل على الأرباح من خلال الإعلانات الظاهرة على الموقع.

## وصلات خارجية
- خدمة استضافة الصور على مشروع الدليل المفتوح